# قهرمانی وزنه‌برداری جهان ۱۹۵۰
قهرمانی وزنه‌برداری جهان ۱۹۵۰ بیست و هشتمین دوره از رقابت‌های قهرمانی جهان می‌باشد که از ۱۳ تا ۱۵ اکتبر ۱۹۵۰ در پاریس، فرانسه برگزار گردید. در این دوره ۵۶ ورزشکار مرد از ۱۷ کشور رقابت کردند.

## خلاصه مدال‌ها
| رویداد               | طلا                                   | طلا      | نقره                                  | نقره     | برنز                                    | برنز     |
| خروس‌وزن ۵۶ ک‌گ        | محمود نامجوی · ایران                  | ۳۱۰٫۰ ک‌گ | رافائل چیمیشکیان · اتحاد جماهیر شوروی | ۳۰۵٫۰ ک‌گ | Kamal Mahgoub · مصر                     | ۲۹۷٫۵ ک‌گ |
| پر وزن ۶۰ ک‌گ         | محمود فیاض · مصر                      | ۳۲۷٫۵ ک‌گ | Yevgeny Lopatin · اتحاد جماهیر شوروی  | ۳۱۷٫۵ ک‌گ | Julian Creus · بریتانیای کبیر           | ۳۰۵٫۰ ک‌گ |
| سبک‌وزن ۶۷٫۵ ک‌گ       | Joe Pitman · ایالات متحده آمریکا      | ۳۵۲٫۵ ک‌گ | عطیه حموده · مصر                      | ۳۵۰٫۰ ک‌گ | Vladimir Svetilko · اتحاد جماهیر شوروی  | ۳۴۷٫۵ ک‌گ |
| میان‌وزن ۷۵ ک‌گ        | خضر التونی · مصر                      | ۴۰۰٫۰ ک‌گ | پیت جورج · ایالات متحده آمریکا        | ۳۹۰٫۰ ک‌گ | Vladimir Pushkarev · اتحاد جماهیر شوروی | ۳۸۵٫۰ ک‌گ |
| سنگین‌وزن سبک ۸۲٫۵ ک‌گ | استنلی استانچیک · ایالات متحده آمریکا | ۴۲۰٫۰ ک‌گ | آرکادی ووروبیوف · اتحاد جماهیر شوروی  | ۴۲۰٫۰ ک‌گ | Arabi Awadi · مصر                       | ۳۸۲٫۵ ک‌گ |
| سنگین‌وزن ۸۲٫۵+ ک‌گ    | جان دیویس · ایالات متحده آمریکا       | ۴۶۲٫۵ ک‌گ | Yakov Kutsenko · اتحاد جماهیر شوروی   | ۴۲۲٫۵ ک‌گ | Joseph Barnett · بریتانیای کبیر         | ۴۰۰٫۰ ک‌گ |

## جدول مدال‌ها
| رتبه           | کشور                | طلا | نقره | برنز | مجموع |
| -------------- | ------------------- | --- | ---- | ---- | ----- |
| ۱              | ایالات متحده آمریکا | ۳   | ۱    | ۰    | ۴     |
| ۲              | مصر                 | ۲   | ۱    | ۲    | ۵     |
| ۳              | ایران               | ۱   | ۰    | ۰    | ۱     |
| ۴              | اتحاد جماهیر شوروی  | ۰   | ۴    | ۲    | ۶     |
| ۵              | بریتانیای کبیر      | ۰   | ۰    | ۲    | ۲     |
| مجموع (۵ کشور) | مجموع (۵ کشور)      | ۶   | ۶    | ۶    | ۱۸    |